# Astragalus shuturunkuhensis
Astragalus shuturunkuhensis är en ärtväxtart som beskrevs av Dieter Podlech. Astragalus shuturunkuhensis ingår i släktet vedlar, och familjen ärtväxter. Inga underarter finns listade i Catalogue of Life.